# عملة السلاغ

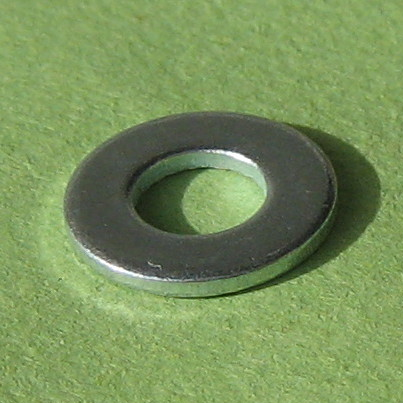
يمكن قبول غسالة معدنية عادية، إذا كانت بالحجم والوزن الصحيحين، كعملة معدنية بواسطة آلة البيع.

السلاغ عملة مزيفة تُستخدم بشكل غير قانوني في عمليات الشراء. قد يكون البديل قطعة رخيصة الثمن، مثل غسالة أو عملة من بلد آخر ذات قوة شرائية أقل بكثير من العملة التي تُسوّق على أنها كذلك.
في حين تُمَرَّر عملات السلاغ أحيانًا إلى أمناء الصندوق وغيرهم من المتلقين البشريين غير المدركين، إلا أنها تُستخدم بشكل أكثر شيوعًا في الأجهزة الآلية التي تعمل بالعملات المعدنية مثل ماكينة البيع ، والهاتف العمومي، ومقياس مواقف السيارات، وصندوق أجرة النقل، وآلة النسخ، وغسيل العملات المعدنية، وآلة الألعاب، أو لعبة الأركيد.  من خلال تشابه ميزات مختلفة للعملة المعدنية الأصلية، بما في ذلك الوزن والحجم والشكل، و/أو عن طريق خلطها بعملة معدنية حقيقية، فإن البزاقة تهدف إلى خداع المتلقي لقبولها كعملة حقيقية.
قد تنجم الخسائر التي يتكبدها البائعون نتيجة استخدام عملة السلاغ عن فقدان إيرادات المبيعات بعد توزيع البضائع التي حُصِلَ عليها على نفقة البائع، بالإضافة إلى خسارة النقد الذي توزعه الآلة مقابل دفع مبالغ زائدة باستخدام السلاغ. كما قد يتكبد العملاء الصادقون خسائر عندما تكون الفكة المُعادة مقابل دفع مبالغ زائدة على شكل عملات سلاغ بدلاً من عملة معدنية حقيقية. قد تكون خسائر العملاء إما غير مقصودة من جانب التجار (مثل تلك التي يرتكبها أمناء الصندوق أو الآلات المصممة لمعالجة المدفوعات السابقة تلقائيًا كباقي للعملاء اللاحقين) أو نتيجة استبدال متعمد للعملات المعدنية الأصلية من قبل أمناء الصندوق ومشغلي آلات البيع الفاسدين.
على الرغم من أن استخدام عملة السلاغ غير قانوني في الولايات المتحدة وأماكن أخرى،  إلا أن الملاحقة القضائية لاستخدامها نادرة نظرًا لانخفاض قيمة كل سرقة، وصعوبة تحديد هوية الجاني، وصعوبة إثبات النية الإجرامية (خاصةً عندما تكون عملة السلاغ عملة أصلية لدولة أخرى)، إذ غالبًا ما يدّعي الجناة عند مواجهتهم أن الاستبدال كان خطأً "نزيهًا". يُرجّح أن يُحاكم الجناة في محلات القمار، نظرًا لارتفاع مستويات المراقبة بالفيديو وغيرها من التدابير الأمنية.

## استخدام العملات الأخرى
هناك العديد من الحالات التي تُستَخدَم فيها العملات المعدنية الأصلية كعملات معدنية في بلد آخر، مع أو بدون علم المستخدم.
- حتى عام ٢٠٠٦، كانت العملات الأسترالية والنيوزيلندية من فئة ٥ و١٠ و٢٠ سنتًا (كانت تُعرف سابقًا بستة بنسات وشلن وفلورين على التوالي) تُستخدم بالتبادل في كلا البلدين. كانت هذه العملات من نفس المادة والحجم، ولها وجهان متطابقان تقريبًا. انخفضت قيمة العملات النيوزيلندية بنحو ٢٠٪، مما أدى إلى زيادة طفيفة لمن يستخدمونها في أستراليا وخسارة مماثلة في نيوزيلندا.
- تُستخدم عملة العشرة ليرة سورية غالبًا كعملة معدنية في النرويج ، حيث تُشبه عملة العشرين كرونة . ورغم صعوبة العثور عليها في النرويج، إلا أن العملات السورية تُستخدم في الآلات الآلية هناك بكثرة لدرجة أن خدمة البريد النرويجية "بوستن نورج" قررت إغلاق العديد من آلات تحويل العملات المعدنية إلى أوراق نقدية في 18 فبراير/شباط 2006، مع خطط لتطوير نظام قادر على التمييز بين العملتين. في صيف عام 2005، حُكم على رجل نرويجي بالسجن 30 يومًا مع وقف التنفيذ لاستخدامه عملات سورية في آلات الألعاب في بلدية باروم . [3]
- لا يزال استخدام عملات الـ 100 وون كقطعة معدنية لعملات الـ 100 ين أمرًا شائعًا، مما يساهم في الصراع بين المواطنين اليابانيين والكوريين الجنوبيين . [4] وبالمثل، حتى عام 2000، كان من الممكن تعديل عملة الـ 500 وون  [لغات أخرى]‏ الكورية الجنوبية لتتناسب مع وزن عملة الـ 500 ين الأصلية التي كانت متطابقة في القطر والتركيب، وبالتالي اُستُخدِمَت لخداع آلات البيع الحساسة للوزن. [5] [6] يمكن أيضًا استخدام عملة الـ 100 وون كقطعة معدنية لعملة الربع دولار الأمريكية .
- منذ سقوط الاتحاد السوفيتي وحتى الإصلاح النقدي عام ١٩٩٨  [لغات أخرى]‏ ، أصدرت روسيا الاتحادية في كثير من الأحيان عملة تذكارية من فئة الروبل الواحد، مطابقة في الحجم والوزن لعملة فئة ٥ فرنكات سويسرية . ولهذا السبب، سُجِّلت عدة حالات استخدمت فيها هذه العملات (عديمة القيمة) على نطاق واسع للاحتيال على آلات البيع الآلية في سويسرا. [7]
- في عام ٢٠٠٢، طرح الاتحاد الأوروبي عملة معدنية ثنائية المعدن من فئة  [لغات أخرى]‏ ٢ يورو ، وهي تُشبه إلى حد كبير عملة العشرة باهت  [لغات أخرى]‏ التايلاندية (التي صدرت لأول مرة عام ١٩٨٨) من حيث الوزن والحجم والمظهر. ولأن قيمة العملة التايلاندية تُعادل ثُمن قيمة عملة الاتحاد الأوروبي، فقد استُخدمت لخداع الصرافين وماكينات البيع الآلية منذ طرح عملة اليورو المادية. [8] [9] وتُستخدم العملة نفسها أيضًا في هونغ كونغ نظرًا لتشابهها مع عملة العشرة دولارات في هونغ كونغ،  [لغات أخرى]‏ على الرغم من أن قيمتها تُعادل ربع قيمة الأخيرة. [10]
- في الإمارات العربية المتحدة، أصبح معلومًا للعامة في أغسطس 2006 أن عملة البيزو الفلبينية  [لغات أخرى]‏ لها نفس حجم عملة الدرهم الإماراتي . [11] وبما أن قيمة الدرهم الواحد تقارب 14 بيزو فلبيني ، فقد أدى هذا إلى الاحتيال في آلات البيع في الإمارات العربية المتحدة.
- في عام ٢٠٠٩، طرحت تركيا سلسلة عملات معدنية جديدة  [لغات أخرى]‏ ، تشابهت أحجام وتركيبات عملات ٥٠ كرونة و١ ليرة تركية إلى حد كبير مع عملات ١ يورو و٢ يورو على التوالي. [12] كما تسبب ذلك في مشاكل للشركات التي تستخدم آلات البيع (خاصةً في المطارات) في منطقة اليورو، حيث كانت العديد من آلات البيع آنذاك تقبل عملة ١ ليرة تركية على أنها عملة ٢ يورو. ولأن قيمة ٢ يورو تعادل أربعة أضعاف قيمتها الحقيقية، فقد وجب تحديث آلات البيع المتأثرة على نفقة مالكيها.

## المكونات
عادةً ما تُصنع العملات المعدنية من معادن مختلفة عن تلك المستخدمة في العملات الحقيقية. فبينما تُصنع العملات الأمريكية الأصلية من سبائك متنوعة من النحاس، والنيكل، والزنك ، تُصنع العملات الكندية في الغالب من الفولاذ مع بعض النحاس والنيكل، وتُصنع عملات اليورو من الفولاذ والنيكل والنحاس الأصفر . أما العملات المعدنية، فكثيرًا ما تُصنع من معادن وسبائك مختلفة أقل تكلفة في الحصول عليها وتشكيلها، مثل الألومنيوم والقصدير والرصاص .
قد تحمل القطع المعدنية تفاصيل وجه العملات الحقيقية أو لا تحملها. بعض القطع المعدنية المصنوعة لتتطابق مع تفاصيل الوجه قد لا يسهل على حامليها تمييزها، وقد تدخل التداول .
الأجهزة القديمة والرخيصة والمنخفضة التقنية، والتي لا تتمتع بإجراءات أمنية كافية، أكثر عرضة للاحتيال من قِبل مستخدمي slug. على سبيل المثال، يمكن خداع الآليات الميكانيكية بالكامل المستخدمة في آلات البيع الصغيرة التقليدية التي توزع الحلوى أو الألعاب، والتي لا تزال شائعة اليوم عند مداخل و/أو مخارج محلات البقالة وغيرها من متاجر التجزئة، باستخدام عملات كرتونية. العديد من الأجهزة الحديثة، وخاصة تلك الموجودة في الكازينوهات، مزودة بأنظمة كشف إضافية تُمكّنها من تحديد تفاصيل أكثر للعملات، والكشف عن العملات التي لا تُشبه العملات الحقيقية.